# Dujkery
Dujkery (Cephalophini) – plemię ssaków z podrodziny antylop (Antilopinae) w obrębie rodziny wołowatych (Bovidae).

## Rozmieszczenie geograficzne
Rodzaj obejmuje gatunki występujące w Afryce.

## Charakterystyka
Gatunki zaliczane do dujkerów to w większości bardzo małe i małe antylopy (najmniejsze osiągają masę ciała ok. 4 kg, największe 45–80 kg) o niezbyt długich kończynach, krótkich rogach występujących u przedstawicieli obydwu płci oraz o łukowato wygiętym grzbiecie. Dujkery, z wyjątkiem gryma szarego, żyją w gęstych lasach (stąd angielska nazwa forest duikers), na terenie Czarnej Afryki, zwykle pojedynczo lub w parach. Zaniepokojone kryją się w gęstwinach. W odróżnieniu od pozostałych krętorogich, dujkery są wszystkożerne.

## Podział systematyczny
Do plemienia należą następujące rodzaje:
- Sylvicapra W. Ogilby, 1837 – grym – jedynym przedstawicielem jest Sylvicapra grimmia (Linnaeus, 1758) – grym szary
- Philantomba E. Blyth, 1840 – dujkerczyk
- Cephalophula Knottnerus-Meyer, 1907 – jedynym przedstawicielem jest Cephalophula zebra (J.E. Gray, 1838) – dujker zebrowaty
- Cephalophus C.H. Smith, 1827 – dujker
- Cephalophorus J.E. Gray, 1842
- Leucocephalophus Bärmann, Fonseca, Langen & Kaleme, 2022 – jedynym przedstawicielem jest Leucocephalophus adersi (O. Thomas, 1918) – dujker wyspowy